# Gaomin si
Gaomin si (chiń.  高旻寺; pinyin: Gāomínsì) – chiński klasztor buddyjski związany z tradycją chan w dzielnicy Hanjiang miasta Yangzhou w prowincji Jiangsu.

## Historia klasztoru
Klasztor został wybudowany w odległości 7 km na południe od śródmieścia Yangzhou, na zachodnim brzegu Starego Kanału (fragment Wielkiego Kanału), na południe od jego skrzyżowania z Kanałem Yizheng-Yangzhou. Gaomin powstał w czasie panowania dynastii Sui (581-618).
Apogeum jego rozwoju, to okres dynastii Qing, w czasie której był dwukrotnie odnawiany i powiększany.
W 1651 r. wybudowano pagodę Tianzhong wraz ze świątynią tuż obok. Cesarz Kangxi (pan. 1661-1722) podczas jednego z pobytów w klasztorze nadał mu nazwę Gaomin. W 1703 r. wybudowano w zachodniej części klasztoru Tawanxinggong (chiń. 塔湾行宫, Pałac Wieży w Zatoce). Pałac ten zajmował dużo większą powierzchnię niż sam klasztor (5/4 całej powierzchni klasztornej). Od świątyni oddzielony był wysokimi murami. W XVII w. Gaomin, Jinshan, Geyuan w Chengdu i Baoguang w Xindu uważane były na największe klasztory chan.
W erze kangxi (康熙, 1661-1722) w klasztorze było pięć budynków dla oddawania czci Buddzie i pawilonów (chiń. 碑御亭, beiyuting) zarówno po lewej jak i prawej stronie. Poza nimi znajdował się także budynek Złotego Buddy, a za nim stała pagoda Zhongtian. Wszystkie one zostały zniszczone w okresie er daoguang (1820-1850) i xianfeng (1850-1861). W czasie następnych dwu er tongzhi (1861-1875) i guangxu (1875-1908) budynki odbudowano oraz postawiono dwukondygnacyjny budynek Yushu
W dużych klasztorach publicznych w Jiangsi (takich jak Gaomin) długoterminowa władza należała do mnichów, których nazwiska znalazły się na zwojach Dharmy.
Ponieważ Gaomin należał do wielkich ośrodków medytacyjnych, "tygodnie medytacyjne" należały do bardzo popularnych i powodowały, że do klasztoru przybywało wielu mnichów. Reguły w pawilonie medytacyjnym były surowe. Dla wielu ludzi z zewnątrz najbardziej surowe były nie długie okresy medytacyjne, ale prawie całkowite odosobnienie. Nawet jeśli z jakichś powodów mnich został zwolniony z medytacji, to nie mógł opuścić terenu klasztoru. Rezydenci mogli opuścić teren klasztoru tylko raz w roku - w dniu nowego roku. Odpowiednio ubrani wychodzili prawą stroną bramy, a powracali - lewą. Prywatne wycieczki były całkowicie zabronione. Kodeks reguł klasztoru przewidywał kary (włącznie z wyrzuceniem) dla wszystkich, nawet dla wędrownych mnichów, którzy dla własnych prywatnych celów udali się do Sancha he lun, na most na Jangcy, aby dokonać zakupów i podziwiać piękne widoki. Regulamin w budynku medytacji stał się tak surowy, że praktyka medytacji stała się mechaniczna i zbyt męcząca. Zdarzały się wypadki popadnięcia w obłęd, a również i wypadki śmierci. Było to niezgodne z duchem chanu i jego pierwotnymi ideami. Kodeks reguł klasztoru Gaomin stał się doskonałym przykładem feudalnego myślenia i zmonopolizowania władzy przez opatów.
W 1885 r. do klasztoru przybył Xuyun, który po wpadnięciu do rzeki był śmiertelnie chory. Z trudnością siadał do medytacji i osiągnął oświecenie.
Gaomin był prawdopodobnie jednym klasztorem, który całkowicie odrzucił wszelkie praktyki związane ze Szkołą Czystej Krainy.
Opat klasztoru Laiguo przeprowadził wielką rekonstrukcję klasztoru. Zrekonstruowano pagody, budynki, pawilony oraz Yanshou Tang. Po 1949 r. Gaomin był w rękach buddystów. W czasie "rewolucji kulturalnej" klasztor był okupowany przez czerwonogwardzistów. Pozostawili po sobie całkowicie zdemolowane budynki i klasztor był blisko całkowitego upadku.
Po Trzecim Plenum Komitetu Centralnego KPCh w lipcu 1977 r. wprowadzono wolność religijną. W 1983 r. klasztor Gaomin został zaliczony do najważniejszych świątyń Chin i ponownie przekazany w buddyjskie ręce. W ciągu ostatnich lat klasztor odbudowuje i odnawia budynki. Dzięki finansowej pomocy z Hongkongu wybudowano nowe budynki medytacji, które otworzono w czasie ceremonii w 1989 r.

## Adres klasztoru
Gaomin si, Hanjiang District, Yangzhou 225128, China